# Pentagram (powieść)
Pentagram (norw. Marekors) – powieść kryminalna norweskiego pisarza Jo Nesbø, opublikowana w 2003 r. Pierwsze polskie wydanie ukazało się w 2007 nakładem Wydawnictwa Dolnośląskiego, w tłumaczeniu Iwony Zimnickiej.
Jest piątą powieścią, w której występuje postać komisarza Harry'ego Hole. Akcja powieści toczy się w Oslo. Ulice miasta przemierza groźny Kurier Śmierci. Na miejscu zbrodni pozostawia charakterystycznie okaleczone zwłoki. Norweska policja mobilizuje wszystkie siły, by pojmać sprawcę i zapobiec kolejnym zabójstwom. W walce z nieuchwytnym mordercą sprzymierzają się dwaj dotychczasowi wrogowie: komisarz Harry Hole oraz Tom Waaler – niezwykle utalentowany śledczy. Harry przeżywa trudne chwile. Szarpany nałogiem, dręczony niewyjaśnioną śmiercią Ellen, swej byłej partnerki, zdaje się być u kresu życia osobistego i zawodowego. Sprawa Kuriera Śmierci ma być ostatnią w jego błyskotliwej dotąd karierze.
Książka przetłumaczona na 29 języków. W 2007 r. otrzymała wyróżnienie Fińskiej Akademii Pisarzy Kryminalnych dla autora zagranicznego.